# Gasa

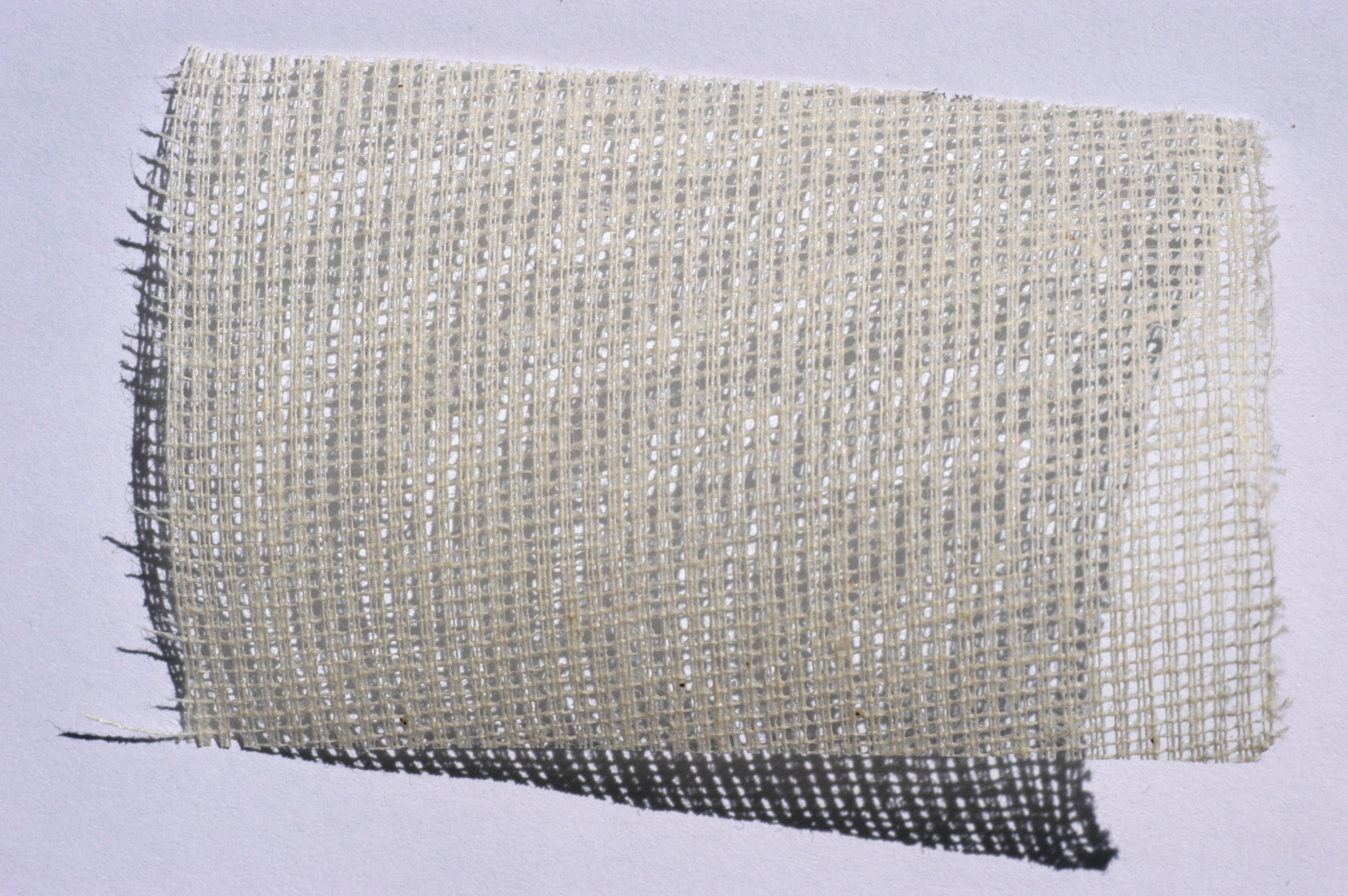
Gasa.

Una gasa es una malla, con más o menos hilos (lo cual determina la calidad del resultado final del impreso). Existen mallas para este proceso de muchos tipos de hilos usados. La gasa de algodón ha sido tradicionalmente usada en compresas y vendajes para cubrir y proteger las heridas. 

## Etimología
La palabra gasa llega al castellano del francés gaze. Se desconoce cómo llegó la palabra al francés, pero se sabe que en latín medieval se utilizaba la palabra garza en el año 1250 en la ciudad de Bolonia y en Roma en el año 1361. También se recoge la palabra latina gazzatum en el año 1279, con el mismo significado. El origen de la palabra latina es desconocido, se han propuesto diferentes hipótesis, la mayoría conjeturas, entre ellas que proviene del persa gazī, y este de kaz.

## Estructuras de hilo
- Monofilamento: Ofrece uniformidad en el impreso, es el más utilizado.
- Multifilamento: es un trenzado de hilos y cada trenza sustituye a un hilo del monofilamento. De gran rugosidad, se utiliza en grandes tiradas; la desventaja es que se puede romper un hilo obturando la pantalla. Es más caro que el monofilamento.
- Tafetán: tejido por encima y por debajo, con trama (cruzado simple).
- Sarga: existen dos tipos de tejido de sarga, se tejen dos por debajo uno por encima o bien dos por encima dos por debajo (medio cruzado o cruzado completo respectivamente).

## Materiales con los que se fabrican
- Nylon o poliamida: usada en trabajos en los que hay que adaptarse a la superficie irregular. Material muy elástico y eso es una gran ventaja. Se pueden usar casi todas las lineaturas.
- Poliéster: para la mayoría de telas. Ofrece una mayor estabilidad dimensional y tiene una gran resistencia al roce, aunque acumula gran electricidad estática. Es el más usado para textiles.
- Acero inoxidable: pantallas de uso exclusivo en electrónica, son frágiles y difíciles de usar. Se utilizan para materiales y tintas conductivas o resistivas.
- Antiestáticas: se fabrican con poliéster y poliamida y se recubren con carbono para eliminar la carga estática. Son muy útiles para la impresión de plástico, aunque se utilizan muy poco.
- Textiles no tejidos: son pantallas sin hilos. Se trata de una plancha con perforaciones y se usan en estampación textil o etiquetados y trabajos en bobinas.
- Coloreadas: ofrecen calidad y fidelidad. Las de color rojo dan muchos problemas en el montado y el registro, las naranjas son más fáciles para registrar y las amarillas mucho más, con lo que se ahorra tiempo.
- Calandradas: son de 140 hilos o más, finas, y se utilizan para imprimir con tintas de secado UV.